# Weicheng (köpinghuvudort i Kina, Shaanxi, lat 34,38, long 108,78)
Weicheng (kinesiska: 渭城, 渭城镇) är en köpinghuvudort i Kina. Den ligger i provinsen Shaanxi, i den nordvästra delen av landet, omkring 17 kilometer nordväst om provinshuvudstaden Xi'an. Antalet invånare är 23 229. Befolkningen består av 10 812 kvinnor och 12 417 män. Barn under 15 år utgör 13,0 %, vuxna 15-64 år 79 %, och äldre över 65 år 7,0 %.
Runt Weicheng är det mycket tätbefolkat, med 2 521 invånare per kvadratkilometer. Närmaste större samhälle är Xi'an, 19,6 km sydost om Weicheng. Trakten runt Weicheng består till största delen av jordbruksmark.
Genomsnittlig årsnederbörd är 669 millimeter. Den regnigaste månaden är september, med i genomsnitt 149 mm nederbörd, och den torraste är december, med 1 mm nederbörd.